# Чера, Пьерлуиджи
Пьерлуиджи Чера (итал. Pierluigi Cera; род. 25 февраля 1941, Леньяго, Венеция) — итальянский футболист, игравший на позиции защитника.

## Карьера
Дебютировал в Серии А в 17 лет в «Вероне» 4 мая 1958 года в матче против «Милана». После шести сезонов Серии B с «Вероной», в 1964 году перешёл в «Кальяри», где становится символов команды и капитаном.
Сначала он был полузащитником, но потом по причинам обстоятельств Чера стал последним защитником. В этой роли он также был на чемпионате Мира 1970 года.
Оставался играть в «Кальяри» вплоть до 1973 года, когда он перешёл в «Чезену». Он завершил карьеру в 1978 году в возрасте 37 лет. Позднее он работал в течение нескольких лет на различных руководящих должностях в компании последнем клубе, в частности, спортивным директором. Сотрудничество прервано в 2000 году.
22 ноября 1969 года дебютировал в национальной сборной в матче против Восточной Германии.
Играл на чемпионате мира 1970 года, где стал серебряным призёром.